# Conus rolani
Conus rolani é uma espécie de gastrópode do gênero Conus, pertencente à família Conidae.